# Rajd Wisły 1990
Rajd Wisły 1990 – 38. edycja Rajdu Wisły. Był to rajd samochodowy rozgrywany od 21 do 23 września 1990 roku. Była to piąta runda Rajdowych Samochodowych Mistrzostw Polski w roku 1990. Rajd składał się z dwudziestu czterech odcinków specjalnych. Zespołowo wygrał Autoklub Rzemieślnik Warszawa drugie miejsce zajął Automobilklub Krakowski. Rajd wygrał Marian Bublewicz, zwycięzca 18 OS-ó w tym jednego ex aequo, drugie miejsce zajął Paweł Przybylski, zwyciężając dwa OS-y. Na trzecim miejscy dojechał Andrzej Koper, który wygrał 2 odcinki specjalne (jeden ex aequo).

## Wyniki końcowe rajdu[2][1]
| Miejsce | Kierowca           | Pilot              | Samochód                   | Czas    | Strata | Grupa Klasa |
| ------- | ------------------ | ------------------ | -------------------------- | ------- | ------ | ----------- |
| 1       | Marian Bublewicz   | Ryszard Żyszkowski | Mazda 323 4WD              | 1:37:58 | -      | A-13        |
| 2       | Paweł Przybylski   | Krzysztof Gęborys  | Audi Coupé Quattro         | 1:40:47 | +2:49  | A-13        |
| 3       | Andrzej Koper      | Maciej Wisławski   | Volkswagen Golf II GTi 16V | 1:43:04 | +5:06  | A-13        |
| 4       | Wiesław Stec       | Cezary Klaczyński  | Opel Manta 2.0 E           | 1:43:40 | +5:42  | A-13        |
| 5       | Marek Gieruszczak  | Maciej Maciejewski | Toyota Corolla 1600 GT     | 1:44:36 | +6:38  | A-12        |
| 6       | Mirosław Krachulec | Marek Kusiak       | Mazda 323 4WD              | 1:49:48 | +11:50 | N-04        |
| 7       | Andrzej Chojnacki  | Piotr Namysłowski  | Opel Kadett GSI 16V        | 1:50:32 | +12:34 | N-04        |
| 8       | Ryszard Trzciński  | Maciej Hołuj       | Peugeot 205 GTI            | 1:50:41 | +12:43 | N-04        |
| 9       | Dariusz Poletyło   | Tomasz Szostak     | Toyota Corolla GTI         | 1:50:58 | +13:00 | A-12        |
| 10      | Jerzy Pajdak       | Tomasz Stawowczyk  | Ford Sierra RS Cosworth    | 1:51:37 | +13:39 | N-04        |